# Đạp gió rẽ sóng
Đạp gió rẽ sóng (Tiếng Trung Quốc: 乘风破浪, Tiếng Anh: Duckweed), là bộ phim điện ảnh do Hàn Hàn đạo diễn, các diễn viên chính: Đặng Siêu, Bành Vu Yến, Triệu Lệ Dĩnh. Phim công chiếu vào ngày 28 tháng 01 năm 2017.

## Tóm tắt
Bộ phim lấy bối cảnh năm 2022, thanh niên 23 tuổi Từ Thái Lãng (Đặng Siêu diễn) luôn muốn phấn đấu để trở thành một tay đua tài năng. Nhưng cha anh - Từ Chính Thái (Bành Vu Yến diễn) lại phản đối quyết định của anh. 
Sau một vụ tai nạn, Từ Thái Lãng phát hiện bản thân mình tỉnh lại tại Thượng Hải năm 1998, anh tình cờ gặp gỡ cha mình và người mẹ đã qua đời từ khi anh còn nhỏ (Triệu Lệ Dĩnh diễn). Từ Thái Lãng được trải nghiệm cuộc sống thanh xuân của cha mẹ mình, từ đó thêm thấu hiểu và giải trừ những khúc mắc trong lòng.

## Diễn viên

### Diễn viên chính
| Diễn viên     | Vai diễn       | Mô tả |
| ------------- | -------------- | ----- |
| Đặng Siêu     | Từ Thái Lãng   |       |
| Bành Vu Yến   | Từ Chính Thái  |       |
| Triệu Lệ Dĩnh | Tiểu Hoa       |       |
| Đổng Tử Kiện  | Tiểu Mã        |       |
| Kim Sĩ Kiệt   | Đồn trưởng Kim |       |

### Các diễn viên khác
| Diễn viên         | Vai diễn                | Mô tả |
| ----------------- | ----------------------- | ----- |
| Trương Bổn Dục    | La Lực                  |       |
| Cao Hoa Dương     | Lục Nhất                |       |
| Dịch Tiểu Tinh    | Nhiếp ảnh gia           |       |
| Lý Vinh Hạo       | Hoàng Chí Cường         |       |
| Lý Thuần          | Kẻ trộm                 |       |
| Hùng Lê           | Giai Y                  |       |
| Lý Xuân Ái        | Tiểu Xuân               |       |
| Tôn Y Hàm         | Tùng Tử                 |       |
| Phương Nguyệt     | Giáo viên tiểu học      |       |
| Tôn Khải Hằng     | Cảnh sát Tôn            |       |
| Tôn Cường         | Hoa tiêu                |       |
| Quách Giai        | Hoa tiêu                |       |
| Bành Phi Minh     | Phỉ Phỉ                 |       |
| Cố Tây Xuyên      | Mối tình đầu của A Lãng |       |
| Trương Quốc Khánh | Ông chủ tiệm mì         |       |
| Bạch Lạc Lực      | Em trai La Lực          |       |
| Phan Mễ           | Bạn học của A Lãng      |       |
| Lãnh Hải Minh     | Bác sĩ                  |       |

## Nhạc phim
| Vai trò          | Tên bài hát            | Ca sĩ                                           | Viết lời                 | Soạn nhạc       |
| ---------------- | ---------------------- | ----------------------------------------------- | ------------------------ | --------------- |
| Bài hát chủ đề   | Bài ca Đạp gió rẽ sóng | Đặng Siêu, Hàn Hàn, Đổng Tử Kiện, Cao Hoa Dương | Hàn Hàn, Tá Điền Nhã Chí | Tá Điền Nhã Chí |
| Bài hát quảng bá | Trong mưa              | Hàn Hàn                                         | Lưu Giả Xương            | Lưu Giả Xương   |
| Nhạc đệm         | Đừng gửi cho em        | Trần Hồng Vũ, Tô Tử Húc, Lưu Hạo Lâm, Hàn Lạc   |                          |                 |
| Nhạc đệm         | Trời đất một phương    | Trương Bổn Dục                                  |                          |                 |

## Phiên bản làm lại
Phim được mua bản quyền kịch bản bởi Thái Lan và chuyển thể thành phim My God Father (Đừng gọi anh là bố) phát hành năm 2020 do Chantavit Dhanasevi vai người bố, Thanawat Wattanaputi vai người con và Sammy Cowell vai vợ của người bố.